# Кабал
Каба́л (англ. Kabal) — персонаж из вселенной Mortal Kombat, созданной Эдом Буном и Джоном Тобиасом. Кабал впервые был представлен в Mortal Kombat 3 в качестве бывшего члена преступной группировки «Чёрный Дракон» (англ. Black Dragon), возглавляемой Кано: раскаявшись, он перешёл на сторону добра и, таким образом, стал одним из избранных защитников Земли. В то же время Кабал пострадал от карательных отрядов, посланных императором Внешнего Мира Шао Каном, после нападения которых его лицо стало обезображенным, и поэтому было скрыто за маской. В последующих играх серии, переметнувшись на сторону зла, Кабал реорганизовывает «Чёрный Дракон» и затевает вражду с Мавадо, лидером «Красного Дракона» (англ. Red Dragon) и непримиримым соперником. Кабал возвращается на сторону добра в перезагрузке 2011 года, где он снова отошёл от дел «Чёрного Дракона», и вступил в полицию Нью-Йорка, чтобы бороться с преступностью. Во время вторжения Шао Кана они вместе с Кёртисом Страйкером оказывают сопротивление захватчикам из Внешнего Мира.
Кабал сыграл довольно скудную роль как в основной серии, так и в альтернативных медиа-источниках франшизы Mortal Kombat и её мерчандайзинге. Считавшийся одним из самых сильных персонажей в Mortal Kombat 3, он получил в основном положительные отзывы от фанатов и критиков, хотя реакция на его добивания была смешанной.

## Появления

### В играх
Дебютом для персонажа стала игра Mortal Kombat 3 (1995), где Кабал наряду с Кано входил в банду «Чёрный Дракон», пока не последовало вторжение на Землю императора Внешнего Мира Шао Кана. Душа Кабала была спасена Райдэном, предполагалось, что он станет одним из избранных воинов, которые защитили бы Землю. Но в результате Кабал подвергся нападению карательных отрядов Шао Кана и был сильно искалечен, вследствие чего он вынужден дышать полагаясь на искусственный респиратор, а также носить маску, чтобы скрыть своё обезображенное лицо. Тем не менее, после нападения Кабал изменился в лучшую сторону, поскольку он отказался от своей преступной жизни для того, чтобы бороться вместе с земными воинами.
Как и в случае с другими персонажами серии, дебютировавшими в Mortal Kombat 3 и далее (за исключением Куан Чи), Кабал не играбелен в Mortal Kombat: Deadly Alliance (2002), однако имеет небольшую роль в сюжетной линии игры, когда попадает в засаду, устроенную новым введённым в серию персонажем — Мавадо, лидером «Красного Дракона», который попытался его устранить. Мавадо крадёт у Кабала его парные крюки, желая оставить себе в качестве трофеев. Эти события нашли отражение в следующей игре Mortal Kombat: Deception (2004), где Кабал выслеживает и побеждает Мавадо, забирая обратно своё оружие. Ранее Хавик предотвратил гибель Кабала, а затем поручил ему воссоздать «Чёрный Дракон», от которого Кабал долго пытался дистанцироваться. Кабал, подчинившись, сначала вербует Киру, которая произвела на него впечатление способностью поддерживать деловые отношения с экстремистскими террористическими организациями, несмотря на её пол. Следующим стал Кобра, мастер боевых искусств и убийца, который осознавал, что оказался в компании друзей, когда был прикован наручниками на заднем сиденье полицейской машины и вдруг заметил «какую-то цыпочку и парня в маске с окровавленными крюкообразными клинками», столкнувшегося с полицией. Кабал доставляет своих необузданных новобранцев во Внешний Мир, по просьбе Хавика, и приказывает им отвлечь земных воинов, в то время как Хавик убивает Онагу, а затем берёт его сердце, которое обладает способностью воскрешать мёртвых. Однако самого Хавика затем убивает Кабал, который забирает сердце Короля Драконов себе.
Ввиду того, что он так и не получил официальной биографии в Mortal Kombat: Armageddon (2006), ни Кабал, ни другие связанные с ним персонажи не играют существенной роли в сюжете, хотя в концовке Кабала, он противостоит Мавадо в третий и последний раз для того, чтобы положить конец их соперничеству раз и навсегда. Кабал появляется вместе с Кирой и Коброй в режиме «Konquest», когда он сталкивается с главным героем игры Тэйвеном после того, как последний побеждает Кобру и нескольких головорезов «Чёрного Дракона». Впечатлённый Кабал предлагает ему присоединиться к «Чёрным Драконам», но Тэйвен отказывается; Кабал в ответ бросает ему вызов, однако терпит поражение.
Кабал снова дезертировал из «Чёрного Дракона» в игре Mortal Kombat 2011 года, альтернативной сюжетной хронологии, пересказывающей события первых трёх частей, теперь устроившись в департамент полиции Нью-Йорка, он работает со Страйкером в подразделении по борьбе с массовыми беспорядками. Среди хаоса, вызванного вторжением из Внешнего Мира, они вступают в конфронтацию с Рептилией и Милиной и наносят им поражение. Однако после атаки Кинтаро, сильно обожжённого Кабала забирает с собой Кано, в то время как Страйкер был занят Эрмаком. Хотя он откололся от банды, тем не менее Кано (с помощью Шан Цзуна) восстанавливает здоровье Кабалу, лёгкие которого были безнадёжно повреждены, поэтому его оснастили респиратором и маской. Кабал, придя в сознание, был в ужасе от своего физического состояния и разгневался на Кано за то, что он продавал оружие, используемое при вторжении из Внешнего Мира; в результате драки, которая произошла между ними, Кано был побеждён. Кабал потом настойчиво потребовал, чтобы Кано отвёл его к Шао Кану, где они стали свидетелями того, как император назначил Синдел генералом своей армии, прежде чем Кано был оглушён ударом по голове, который нанёс Кабал. Перед тем как сбежать через портал обратно в Земное Царство, Кабал побеждает Милину в тронном зале императора Шао Кана, а затем вернувшись, он уничтожает кибернетического Саб-Зиро и Шиву после того, как она ошибочно приняла его за предателя из клана Лин Куэй (англ. Lin Kuei). Далее появляется Райдэн и предлагает Кабалу присоединиться к его отряду земных воинов. В то время как Райдэн и Лю Кан общаются со Старшими Богами, Синдел с киборгами клана Лин Куэй нападают из засады на остальных земных воинов. Кабал получил мощный удар ногой, который ему нанесла Синдел, прежде чем у него появилась возможность атаковать, она свалила его на пол и проткнула высокими каблуками сапог. Впоследствии его возродил Куан Чи в Преисподней. Кабал снова появляется в Mortal Kombat X (2015) как нежить, прислуживающая Шинноку и Куан Чи.
В приключенческой игре Mortal Kombat: Shaolin Monks 2005 года, пересказывающей события, ведущие к турниру в Mortal Kombat II, Кабал не играбелен, однако появляется в дополнительной миссии, где разговаривает с южным акцентом и оставляет игроку свои крюкообразные клинки.

#### Дизайн и игровой процесс
Кабал получил прозвище «Sandman» (с англ. — «Песочный человек») при производстве Mortal Kombat 3, до того как его настоящее имя было определено. Согласно Джону Тобиасу, одному из создателей Mortal Kombat, в целом на дизайн Кабала повлиял образ тускенских разбойников из «Звёздных войн», тогда как круглая оправа на его маске была выполнена в стилистике очков, которые носили лётчики в 1940-х годах. Создатель серии и программист Эд Бун посчитал концепцию такого персонажа, как Кабал «слишком экспромтной». Разработчики также были заинтересованы в возможном введении в серию персонажа с инвалидностью. Оба добивания Кабала высмеивали его ущербность, когда демонстрируя шрамы на лице, он буквально пугает своих противников до смерти, кроме того подавая воздух через патрубок от своего респиратора, он надувает голову соперника как шар, вынуждая того воспарить вверх и взорваться за кадром.

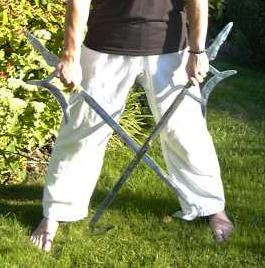
Два стальных крюкообразных клинка, также известных как Шуангоу. В видеоиграх серии Mortal Kombat оба персонажа Кабал и Мавадо используют одну и ту же пару клинков

Кабал был одним из двух персонажей, появляющихся с оружием в MK3 (другой — Страйкер), к запястью которого, согласно первоначальной концепции, крепилась циркулярная пила, прежде чем он получил свои крюкообразные клинки. Бун сослался на Флэша, любимого персонажа комиксов его молодости, у которого Кабал перенял способность к выполнению своего приёма «Tornado». Его клинки впервые появились на одном из концептов ранней версии дизайна Бараки во время разработки Mortal Kombat II, а в качестве универсального оружия для избранных персонажей Mortal Kombat ими комплектовался каждый из наборов с четырёхдюймовой фигуркой внутри, выпускавшихся Hasbro в декабре 1994 года. Согласно Буну, персонаж получился слишком мощным в MK3 в отношении своих специальных приёмов, поэтому разработчикам пришлось ограничить его в последующих обновлениях. Начиная с Mortal Kombat: Deception и далее, Кабал стал появляться в длинном, без рукавов плаще и рюкзаке (с антенной), куда помещался его дыхательный аппарат, причём в Midway изначально отказались от такой концепции в MK3 из-за ограничений памяти и потенциальной проблемы взмаха его пальто, мешающему геймплею, аналогичная проблема также была с длинными волосами Шан Цзуна, свисающими в игре.
Ещё необезображенный Кабал должен был появиться в спин-оффе Mortal Kombat: Special Forces 2000 года в качестве одного из боссов, однако его убрали из игры после того, как он подвергся некоторым изменениям из-за временных ограничений, усугублённых внезапным уходом Тобиаса из Midway. Однако концепт-арт персонажа всё-таки был опубликован, а его модель позднее появилась в Shaolin Monks, впрочем в Special Forces его также можно увидеть, где он так и остался безымянным и не имеющим особого значения.
Его скрытое под маской лицо стало отличительным признаком, подтверждающим наличие повреждений на протяжении появления персонажа в серии вплоть до перезагрузки 2011 года, где обгоревшая кожа представляла собой поистине гротескное зрелище. В марте 2011 года на телеканале Spike TV был сделан первичный обзор персонажа для игры, причём Бун пояснил в интервью, что хочет сохранить все классические наступательные движения Кабала, в то же время придумывая графические добивания, по мнению разработчиков «переходящими черту». Тобиас выразил своё недовольство оригинальным дизайном Кабала и Страйкера в интервью The On Blast Show 2012 года: «Если бы мог вернуться и переделать Кабала и Страйкера, а хотелось бы. Не знаю, проектировал ли я их по-другому или же придумал бы новых персонажей».

### Другие медиа и мерчандайзинг
Кабал, озвученный Кевином Майклом Ричардсоном, появился в «Amends» (в российской интерпретации «Невидимый союзник»), одиннадцатом эпизоде мультсериала 1996 года «Смертельная битва: Защитники Земли», который пересказывал биографию персонажа из MK3, когда он предал Кано и клан «Чёрный Дракон», и получил травмы во время вторжения армии Шао Кана на Землю, включая последующие события. В соответствии с исходным сюжетом, он спасает Соню, которая была ранена в старом театре, и уводит её в безопасное место в заброшенном метро. Соня была потрясена, увидев его изуродованное лицо без маски, но тем не менее между ними завязалась крепкая дружба после того, как она выразила отвращение к предрассудкам относительно его физических недостатков, а затем была растрогана рассказом Райдэна об испытаниях, через которые прошёл Кабал. После того, как он помог защитникам Земли одержать победу над «Чёрным Драконом», Кабал обещал также взаимодействовать с земными воинами, однако тактично отклонил предложение присоединиться к ним, решив продолжить бороться против зла в одиночку.
В сиквеле 1997 года «Смертельная битва 2: Истребление», Кабал и Страйкер упоминались как «два лучших воина Земли», которые были схвачены Рейном, однако как только Шао Кан узнал о том, что Рейн пощадил их, незамедлительно убил его. Кабал и Страйкер более подробно рассматривались в первом варианте сценария, где они были заключёнными, работавшими в кобальтовой шахте во Внешнем Мире под контролем Бараки, в которой также удерживали Китану в плену. После того, как Лю Кан, проникнув в тюрьму, убивает Бараку и спасает Китану, Кабал и Страйкер организовывают восстание заключённых против охранников. Эта линия не была включена в последующий сценарий и новеллизацию.
В сентябре 2013 года в интервью с Fearnet режиссёр Кевин Танчароен заявил, что хотел включить Кабала в его веб-сериал «Смертельная битва: Наследие», однако ему помешали бюджетные ограничения в сочетании со сложностями предыстории и внешнего вида персонажа. В июне 2012 года он опубликовал в «Твиттере» два фрагмента из чернового варианта сценария перезагрузки фильма, в одном из которых Кабал обращается к Джаксу как «Капитан Бриггс». Мэтт Маллинз, который изображал Джонни Кейджа в первом сезоне, рассказывал Kamidogu в 2011 году, что с удовольствием бы сыграл Кабала, если бы его не утвердили на роль Кейджа. «На него оказали влияние как добро, так и зло, и мы не видели многого из различных сюжетных линий».
Кабал практически не замечен среди официальных товаров Mortal Kombat, однако появляется наряду со Скорпионом, Куан Чи и Шао Каном в коллекции состоящей из сверхдеформированных фигурок размером 2,5 дюйма, выпущенных Jazwares в 2012 году. Также Кабал появился в фильме Mortal kombat 2021 года выпуска.

## Приём
Персонаж получил в основном положительный отклик от фанатов и критиков, концентрируя внимание на себе за счёт превосходящей мощности в Mortal Kombat 3. Fearnet в 2011 году, обсуждая «Compactor», выполняемое Сектором добивание среди самых ужасных в серии Mortal Kombat, охарактеризовывал MK3 как сборище хорошо сбалансированных персонажей, «за исключением того придурка Кабала». Брайан Доусон из Prima Games называл Кабала одним из «дешёвых» персонажей Mortal Kombat: «Кабал стал тем единственным персонажем [в MK3], с которым всем начинающим игрокам легко доставались победы». Он стал 19-м в списке UGO в 2012 году из 50-и лучших персонажей Mortal Kombat. Complex в 2013 году определил Кабала 16-м среди самых брутальных персонажей в серии. «Тот факт, что он когда-то был членом клана „Чёрный Дракон“; его сверхчеловеческая скорость и его добивания, всё это способствует его жестокости». Кабал признан 21-м величайшим персонажем Mortal Kombat всех времён по результатам онлайн-опроса, проведённого Dorkly в 2013 году. Дэн Райкерт из Game Informer в 2010 году назвал Кабала как персонажа, которого ему хотелось бы увидеть в перезагрузке Mortal Kombat. Армандо Родригес из 411mania.com среди 10-и любимых персонажей Mortal Kombat поставил 6-м Кабала, благодаря воссозданным основам персонажа в перезагрузке 2011 года. В статье о кенгуру, опубликованной Cracked в 2011 году, описывался один из методов самообороны животных: «Коготь в стиле Mortal Kombat — первый удар в живот обычно используется, чтобы утихомирить ушлёпка динго, ищущего авторитет среди бездомных… Ну, Кабал, и отлупит же тебя Кенга!»
Критики посчитали одними из худших, выполняемые Кабалом добивания в Mortal Kombat 3, оба завершающих действия которого рассматривались в Game Informer, причём его «Inflating Head», действительно «на 100 % смотрится как мультфильм», а «Scary Face» оказывается: «воздвигает Кабала как мастера паршивого добивания». Джеймс До из Earth-2.net говорил «душа так напугана, она убегает прочь подобно классическому мультфильму „Looney Tunes“», однако недоумевал относительно того, что «это происходит с персонажами роботами тоже». Реакция критиков, в частности, на «Scary Face» вообще оказалась смешанной; ScrewAttack определил ему 9-е место среди 10-и самых ужасных добиваний в серии Mortal Kombat, в то же время полагая, что его завершающие движения в MK3 «более чем подорваны» и скорее «компенсировали» его физические недостатки в игре. Тем не менее, Prima Games поставили 25-м «Head Inflation» в своей подборке из 50-и добиваний серии в 2014 году. В то время как Адам Додд из Cheat Code Central отдал Кабалу 5-е место за его «Scary Face» в списке 10-и добиваний серии Mortal Kombat: «Кабал — такой уродливый чувак… Это не оскорбление, по сути, для него — самоценность». UGO разместил Кабала 6-м в своём рейтинге 2012 года из 11-и добиваний серии, характеризуя персонажа как «отброса из „Воина дороги“». Его добивание «It Takes Guts» из MK2011, в котором Кабал использует свои крюкообразные клинки, чтобы вырвать кишки у своего оппонента, воспринималось с должным вниманием, а Бенджо Колаутти из We Got This Covered называл его среди лучших добиваний серии. Кабал расположился на 4-м месте в рейтинге GameRant из 10-и добиваний Mortal Kombat 9 в 2011 году. В том же году International Business Times включил «It Takes Guts» в список 10-и добиваний Mortal Kombat 9.